# Partido de las Familias de Alemania
El Partido de las Familias de Alemania (en alemán: Familienpartei Deutschlands, FAMILIE) es un partido político minoritario en Alemania. De apoyo a las políticas de familia, el partido busca introducir un derecho de voto para los niños llevado a cabo por los tutores legales.

## Historia
Fue fundado en 1981 en Baviera bajo el nombre Deutsche Familien-Partei. Adquirió su nombre actual en 2006.
A partir de la década de 2000, el Partido de las Familias colaboró en varias ocasiones con el Partido Ecológico-Democrático (ödp), estableciendo en algunos casos listas electorales de común acuerdo. Un ejemplo de esto fueron las elecciones federales de 2005, en las cuales el ÖDP no participó para apoyar al Familienpartei, que en aquella ocasión obtuvo el 0.4%. Otro ejemplo fueron las elecciones estatales de Sarre de 2004, en donde miembros del ÖDP se presentaron como candidatos en la lista del Familienpartei, que en esta ocasión obtuvo el 3,0%.

### Éxitos locales en Sarre

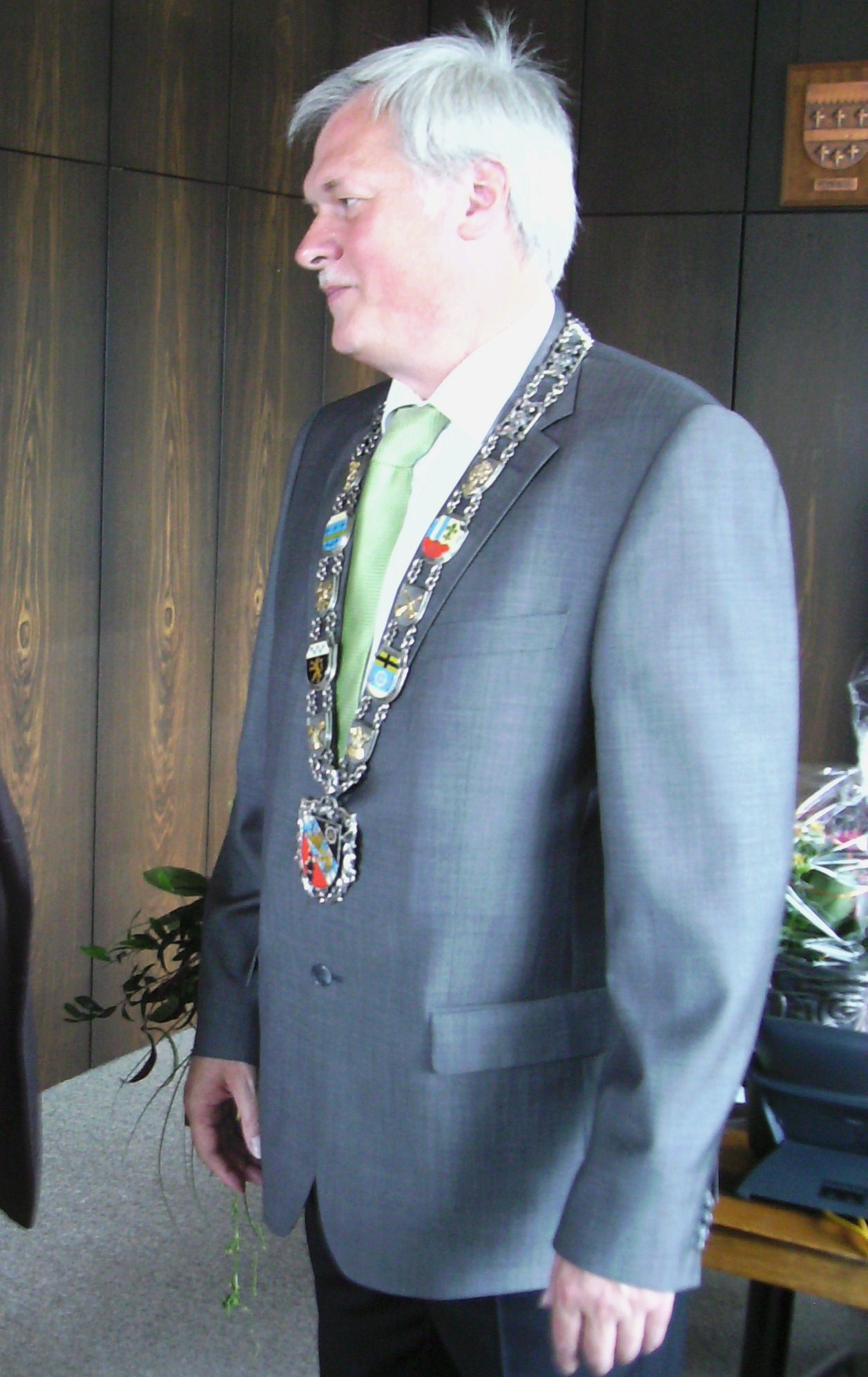
Hans Wagner

El Familienpartei es especialmente fuerte en el estado federado de Sarre, en donde ha logrado sus resultados electorales más altos a nivel estatal (siendo hasta 2017 el partido más fuerte de la oposición extraparlamentaria, habiendo obtenido un 1,7% en las elecciones estatales de 2012) y en elecciones federales y europeas, y en donde ha obtenido representación en varios consejos municipales, llegando a obtener incluso la mayoría absoluta en algunos de ellos.
En las elecciones municipales de 2009 en la ciudad de Rohrbach, el partido obtuvo la mayoría absoluta en el parlamento local con el 49,2% de los votos (siendo la primera fuerza política) y Martin Wirtz del Familienpartei fue elegido alcalde. Sin embargo, en las elecciones municipales de 2014 en la misma ciudad, el partido se derrumbó hasta solo el 26,5%, por lo que Wirtz ya no ocupa el cargo de alcalde. Aun así, el Familienpartei es actualmente la segunda fuerza en el consejo municipal y su presencia parlamentaria iguala a la del SPD.
En 2011, Hans Wagner (compitiendo como candidato independiente pero estando afiliado al partido) fue elegido alcalde de Sankt Ingbert. En el parlamento de esta localidad, el Familienpartei es la tercera fuerza política, habiendo obtenido el 12,5% en las elecciones municipales de 2014, y 6 de los 39 escaños. Dentro del Sarre, también cuenta con representación en los parlamentos de Saarpfalz-Kreis (3,7%, 1 escaño), St. Ingbert-Mitte (10,4%, 1 escaño) y Hassel (17,4%, 2 escaños).

### Fuera del Sarre
Fuera del Sarre, el partido está representado en los siguientes parlamentos:

### Baden-Wurtemberg
- Mannheim (1 escaño)[8]

### Brandeburgo
- Schönwalde-Glien (3,0%, 1 escaño)[9]
- Distrito de Havelland (1 escaño)[10]

### Renania del Norte-Westfalia
- Billerbeck (4,1%, 1 escaño)[11]
- Coesfeld (1,9%, 1 escaño)[12]
- Distrito de Coesfeld (1,4%, 1 escaño)[13]

### Representación en el Parlamento Europeo
En las elecciones al Parlamento Europeo de 2014, el Partido de las Familias recibió el 0,69% de la votación nacional (202.871 votos en total) y eligió a un diputado para el Parlamento Europeo, Arne Gericke. Dentro del Europarlamento, el partido formaba parte del Grupo de los Conservadores y Reformistas Europeos. En 2017, Gericke abandonó el partido y se unió a los Freie Wähler.
En las elecciones al Parlamento Europeo de 2019 el partido obtuvo un 0,73% de los votos, recuperando su representación parlamentaria con un eurodiputado, su presidente Helmut Geuking.

### Representación en parlamentos estatales
En marzo de 2016, Siegfried Gentele (diputado del Parlamento Regional Turingio) se unió al partido, otorgándole a este su primera representación estatal. Mantuvo este escaño hasta 2019.